# Ebaliinae
De Ebaliinae vormen een onderfamilie van krabben (Brachyura) uit de familie Leucosiidae. Tot deze onderfamilie behoren de kiezelkrabben, waarvan een drietal Ebalia-soorten voor de Belgische en Nederlandse kust voorkomen.

## Geslachten
De Ebaliinae omvatten 59 geslachten:
- Acanthilia Galil, 2000
- Afrophila Galil, 2009
- Alox C. G. S. Tan & Ng, 1995
- Ancylodactyla Galil, 2004
- Arcania Leach, 1817
- Atlantolocia Galil, 2009
- Atlantophila Galil, 2009
- Atlantotlos Doflein, 1904
- Bellidilia Kinahan, 1856
- Callidactylus Stimpson, 1871
- Cateios C. G. S. Tan & Ng, 1993
- Dolos C. G. S. Tan & Richer de Forges, 1993
- Ebalia Leach, 1817
- Ebaliopsis Ihle, 1918
- Favus Lanchester, 1900
- Galilia Ng & Richer de Forges, 2007
- Heterolithadia Alcock, 1896
- Heteronucia Alcock, 1896
- Hiplyra Galil, 2009
- Ihleus Ovaere, 1989
- Ilia Leach, 1817
- Iliacantha Stimpson, 1871
- Ixa Leach, 1817
- Leucosilia Bell, 1855
- Lithadia Bell, 1855
- Lyphira Galil, 2009
- Merocryptoides T. Sakai, 1963
- Merocryptus A. Milne-Edwards, 1873b
- Myra Leach, 1817
- Myrine Galil, 2001
- Myropsis Stimpson, 1871
- Nobiliella Komatsu & Takeda, 2003
- Nucia Dana, 1852
- Nuciops Serène & Soh, 1976
- Nursia Leach, 1817
- Nursilia Bell, 1855
- Oreophorus Rüppell, 1830
- Oreotlos Ihle, 1918
- Orientotlos T. Sakai, 1980
- Paranursia Serène & Soh, 1976
- Parilia Wood-Mason & Alcock, 1891
- Persephona Leach, 1817
- Philyra Leach, 1817
- Praebebalia Rathbun, 1911
- Praosia C. G. S. Tan & Ng, 1993
- Pseudomyra Capart, 1951
- Pseudophilyra Miers, 1879
- Pyrhila Galil, 2009
- Randallia Stimpson, 1857
- Raylilia Galil, 2001
- Ryphila Galil, 2009
- Speloeophorus A. Milne-Edwards, 1865
- Speloeophoroides Melo & Torres, 1998
- Tanaoa Galil, 2003
- Tlos Adams & White, 1849
- Tokoyo Galil, 2003
- Toru Galil, 2003
- Uhlias Stimpson, 1871
- Urashima Galil, 2003